# إريك أهو
إريك أهو (بالفنلندية: Eric Aho)‏ هوَ رسام أمريكي ولدُ عام 1966 وَيَعيش في ولاية فيرمونت الأمريكية.